# Stalowa Wola
Stalowa Wola est une ville de la voïvodie des Basses-Carpates, dans le sud-est de la Pologne. Elle est le chef-lieu du powiat de Stalowa Wola. Avec une population de 64 189 habitants en 2012, elle est la deuxième ville de la voïvodie.

## Géographie
Stalowa Wola est arrosée par le San, un affluent de la Vistule. Elle se trouve à 58 km — 71 km par la route — au nord de Rzeszów et à 202 km — 245 km par la route — au sud-est de Varsovie.

## Histoire
Stalowa Wola est une ville nouvelle fondée en 1937. Son nom signifie littéralement « Volonté d'Acier » en français. La création de cette ville s'inscrivit en effet dans le cadre d'un projet industriel du gouvernement polonais, le développement de l'industrie sidérurgique loin des frontières de l'Allemagne et de l'Union soviétique. Après la Seconde Guerre mondiale, Stalowa Wola fut développée dans le cadre de l'économie planifiée socialiste et grâce à la mise en exploitation d'un gisement de soufre découvert aux environs de la ville.

## Personnalités
- Grzegorz Rosiński (1941–), dessinateur de bandes dessinées
- Artur Partyka (1969 -), sauteur en hauteur, double médaillé olympique et champion d'Europe en plein air
- Marzena Sowa (1979–), scénariste franco-polonaise